# Liste des districts du Telangana

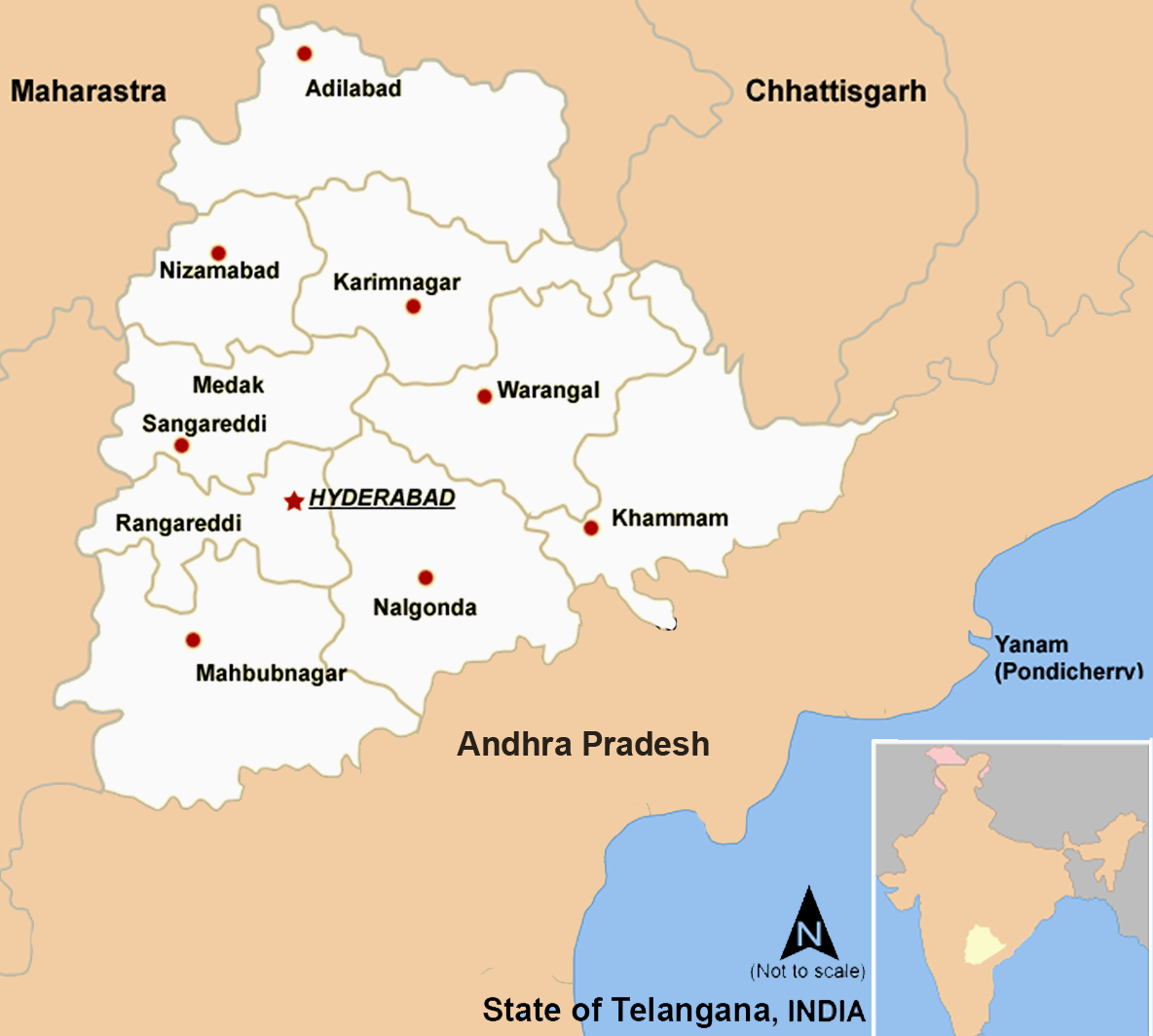
Districts du Telangana avant 2016.

À sa création, l'État du Telangana en Inde était formé de 10 districts. Le nombre de districts est passé à 31 en 2016 puis 33 en 2019.[réf. souhaitée]

## Liste des districts jusqu'en 2016
| Sigle | District    | Chef-lieu   | Population (2011) | Superficie (km²) | Densité 2011 | Site officiel                                                                          |
| ----- | ----------- | ----------- | ----------------- | ---------------- | ------------ | -------------------------------------------------------------------------------------- |
| AD    | Adilabad    | Adilabad    | 2,737,738         | 16,105           | 170          | http://adilabad.nic.in/                                                                |
| HY    | Hyderabad   | Hyderabad   | 4,010,238         | 217              | 18,480       | http://hyderabad.nic.in/                                                               |
| KA    | Karimnagar  | Karimnagar  | 3,811,738         | 11,823           | 322          | http://karimnagar.nic.in/                                                              |
| KH    | Khammam     | Khammam     | 2,798,214         | 16,029           | 175          | http://khammam.nic.in/                                                                 |
| MA    | Mahbubnagar | Mahbubnagar | 4,042,191         | 18,432           | 219          | http://mahabubnagar.nic.in/                                                            |
| ME    | Medak       | Sangareddi  | 3,031,877         | 9,699            | 313          | http://medak.nic.in/                                                                   |
| NA    | Nalgonda    | Nalgonda    | 3,483,648         | 14,240           | 245          | http://nalgonda.nic.in/                                                                |
| NI    | Nizamabad   | Nizamabad   | 2,552,073         | 7,956            | 321          | http://nizamabad.nic.in/                                                               |
| RA    | Rangareddy  | Hyderabad   | 5,296,396         | 7,493            | 707          | http://rangareddy.nic.in/                                                              |
| WA    | Warangal    | Warangal    | 3,522,644         | 12,846           | 252          | « http://warangal.nic.in/ »(Archive.org • Wikiwix • Archive.is • Google • Que faire ?) |